# Жја
Жја (фр. Giat) насеље је и општина у централној Француској у региону Оверња, у департману Пиј де Дом која припада префектури Риом.
По подацима из 2011. године у општини је живело 874 становника, а густина насељености је износила 18,23 становника/km². Општина се простире на површини од 47,95 km². Налази се на средњој надморској висини од 761 метар (максималној 824 m, а минималној 704 m).

## Демографија
| 1962. | 1968. | 1975. | 1982. | 1990. | 1999. | 2011. |
| ----- | ----- | ----- | ----- | ----- | ----- | ----- |
| 1.521 | 1.516 | 1.374 | 1.152 | 1.049 | 958   | 874   |

График промене броја становника у току последњих година